# アレクサンドロスに贈る弁論術
『アレクサンドロスに贈る弁論術』（アレクサンドロスにおくるべんろんじゅつ、希: Ρητορική προς Αλέξανδρον、羅: Rhetorica ad Alexandrum、英: Rhetoric to Alexander）は、アリストテレス名義の偽書の1つ。内容や文体からアリストテレスから数十年後、紀元前4世紀末辺りのペリパトス派の人物による作品と考えられる。
アリストテレスの『弁論術』を踏襲・抜粋・要約した内容が多い。

## 構成

### 概要
序論と38の章から成る。
遠征中のアレクサンドロス大王から再三弁論術の教授を求められていたアリストテレスがそれに応じ、弁論術の要点を講義風に順序立てて説明する体裁になっている。
序論がアリストテレスからアレクサンドロスへの返答の手紙で、1章以降が弁論術の内容となる。

### 章別
- 序論 - アレクサンドロスへの手紙

---
- 第1章 - 弁論の三類-(1)議会弁論、(2)演示弁論、(3)法廷弁論。弁論の七種-1勧奨・2諫止、3賞賛・4非難、5告訴・6弁明、7吟味。//各論-(1)議会弁論（勧奨・諫止の弁論）
- 第2章 - 議会弁論の主題と論じ方
- 第3章 - (2)演示弁論（賞賛・非難の弁論）
- 第4章 - (3)法廷弁論（告訴・弁明の弁論）
- 第5章 - 吟味

---
- 第6章 - 弁論に共通の構成要素-1正義・合法・有益・美・快などへの言及、2拡大と縮小、3様々な立証、4予防法、要請、要約、言論の長短、叙述構成。//
- 第7章 - 様々な立証-(1)直接的立証、(2)付随的立証。//各論1-(1-1)通則
- 第8章 - (1-2)実例
- 第9章 - (1-3)証拠
- 第10章 - (1-4)エンテューメーマ（演繹的証明）
- 第11章 - （1-5）格言
- 第12章 - (1-6)しるし
- 第13章 - (1-7)反駁
- 第14章 - 上述してきた直接的立証の相互の差異。//各論2-(2-1)話者の意見
- 第15章 - (2-2)証言
- 第16章 - (2-3)拷問により得られた証言
- 第17章 - (2-4)誓言//
- 第18章 - 予防法
- 第19章 - 要請
- 第20章 - 反復（要約）
- 第21章 - 皮肉
- 第22章 - 気の利いた語り方と言論の長短
- 第23章 - 言葉の並べ方
- 第24章 - 叙述の構成法

---
- 第25章 - 明晰な語り方
- 第26章 - 対置法
- 第27章 - パリソーシス（構造類同）
- 第28章 - パロモイオーシス（音類同）
- 第29章 - 緒論
- 第30章 - 陳述
- 第31章 - 陳述の配列の仕方
- 第32章 - 確証（論旨の強化確立）
- 第33章 - 予防法（再論）

---
- 第34章 - 勧奨・諫止の弁論（詳論）
- 第35章 - 賞賛・非難の弁論（詳論）
- 第36章 - 告訴・弁明の弁論（詳論）
- 第37章 - 吟味の方法（再論）
- 第38章 - 要約的結論、付説

## 日本語訳
- 『アリストテレス全集16　弁論術 アレクサンドロスに贈る弁論術』 岩波書店, 1968年
- 『新版 アリストテレス全集18 弁論術　アレクサンドロス宛の弁論術　詩学』 岩波書店, 2017年